# Een ziel voor de president
Een ziel voor de president is een hoorspel van Theun de Vries. De KRO zond het uit in het programma Dinsdagavondtheater op dinsdag 28 mei 1968. De regisseur was Léon Povel. De uitzending duurde 51 minuten.

## Rolbezetting
- Ida Bons (een kind uit de delta)
- Joan Remmelts (Petrus)
- Paul Deen (de engel van de ingang)
- Els Buitendijk (het cherubijntje)
- Tom van Beek (de ombudsman)
- Rob Geraerds (de president)
- Willy Ruys (de staatssecretaris)
- Bert Dijkstra (de generaal)
- Jan Borkus (de admiraal)
- Rudi West (de dokter)

## Inhoud
Dit is De Vries' eerste hoorspel en het werd geschreven in opdracht van de KRO. Het is een geestig en tegelijk scherp spel over een kind, een oorlogsslachtoffertje, dat van de hemel toestemming krijgt een poging te wagen om de oorlog stop te zetten. Het kind kruipt als nieuwe ziel in de president die voor de oorlog verantwoordelijk is, en bewerkstelligt dat hij zich in de vergadering tegen zijn geheime raad keert. Hij moet echter ervaren dat hij in zijn eentje de gang van zaken niet kàn keren, al is hij dan president. De conclusie van het spel is dan ook wat de ombudsman van de hemel tegen het weergekeerde kind zegt: ‘Pas als jouw wens de duizenden en miljoenen bezielt, gaan de mensen hun geschiedenis zelf maken…”